# VH1 Storytellers (Meat-Loaf-Album)
VH1 Storytellers ist eine Live-CD und Live-DVD von Meat Loaf, welche 1999 erschien. Meat Loaf erzählt einige humorvolle Geschichten aus seiner Karriere und beantwortet Zuschauerfragen. Die DVD enthält zwei zusätzliche Titel, dagegen sind einige Lieder der CD nicht auf der DVD vorhanden. Um die CD zu promoten, folgte eine Tour, die vom 31. Oktober 1999 bis 9. Januar 2000 dauerte.

## Konzepthintergrund
Storytellers ist eine Musikreihe des US-Fernsehsenders VH1. In jeder Folge spielt ein Künstler vor einem meist kleinen Live-Publikum und erzählt Geschichten über seine Musik, Schreiberfahrungen und Erinnerungen. Es hat ein wenig Ähnlichkeit mit MTV Unplugged. Die Sendereihe startete 1996 mit einer Übertragung von Ray Davies während seiner Storyteller-Tour und nahm den Namen seines ersten Konzertes an. Über 60 Folgen wurden übertragen, und viele der Auftritte erschienen daraufhin als CD oder DVD.

## Das Konzert
Das Konzert wurde am 5. Oktober 1999 vor einem kleinen Livepublikum ausgestrahlt und später auf CD und DVD veröffentlicht. Bedingt durch die Länge vieler Meat Loaf-Songs stellten sich die Veranstalter von VH1 die Frage, wie Lieder wie Paradise by the Dashboard Light zwischen zwei Werbeblöcken passen sollen, die alle 8 Minuten ausgestrahlt werden. Meat Loaf sagte: "Wenn wir an die Stelle mit der Werbung kommen, unterbreche ich den Song und sage, 'der Rest kommt nach der Werbepause'". Während des Konzertes erklärte Meat Loaf anhand Tafel und Zeigestab die Bedeutung des Wortes 'that' aus dem Lied I’d Do Anything for Love (But I Won’t Do That).

## Titelliste
| 1. All Revved Up with No Place to Go 2. Life Is a Lemon and I Want My Money Back 3. Story 4. You Took the Words Right out of My Mouth (Hot Summer Night) 5. Story 6. I'd Do Anything for Love (But I Won't Do That) 7. Lawyers, Guns and Money 8. Story 9. More than You Deserve 10. Story 11. Heaven Can Wait 12. Story 13. Paradise by the Dashboard Light 14. Story 15. Two out of Three Ain't Bad 16. Story 17. Bat out of Hell 18. Is Nothing Sacred – Bonus-Track feat. Patti Russo | 1. All Revved Up with No Place to Go 2. Story 3. Two Out of Three Ain't Bad 4. Story 5. A Kiss Is a Terrible Thing to Waste 6. Story 7. You Took the Words Right out of My Mouth (Hot Summer Night) 8. Story 9. I'd Do Anything for Love (But I Won't Do That) 10. Story 11. Rock and Roll Dreams Come Through 12. Story 13. More than You Deserve 14. Story 15. Heaven Can Wait 16. Story 17. Paradise by the Dashboard Light 18. Bat out of Hell |

## Bandmitglieder
- Meat Loaf – Gesang, Gitarre
- Patti Russo – weibliche Leadsängerin
- Damon La Scot – Leadgitarre
- Ray Anderson – Rhythmusgitarre, Keyboard, Gesang
- Kasim Sulton – Bass, Akustikgitarre, Gesang, musikalische Regie
- Tom Brislin – Klavier, Gesang
- John Miceli – Schlagzeug
- Pearl Aday – Backing Vocals